# Вільгельм I (граф Авіньйону)
Вільгельм I (фр. Guillaume d'Avignon; д/н — бл. 965) — граф Авіньйону в 949—965 роках.

## Життєпис
Походив з династії Бозонідів. Можливо онук Бозона I, графа Арлю, або Бозона Тосканського. Син Ротбальда I, графа Арлю і Авіньйона, й Ерменгарди, доньки Вільгельма I, герцога Аквітанії.
Народився після 910 року. Родина Вільгельма зберігала вплив протягом правління родича Гуго I, хоча висувається версія, що батька Вільгельма було страчено 936 року. За іншими відомостями останній помер 949 року.
Втім ймовірніша перша теорія, оскільки 933 року владу в королівстві Бургундія перейняв Конрад I зі Старшого Дому Вельфів, відсторонивши Гуго I, що цього часу перебував в Італії. Останній декілька разів намагався повернути трон. Можливо, саме в проміжок між 933 та 941 роками загинув або був страчений батько Вільгельма. Конрад I розділив володіння Ротбальда I між Вільгельмом та його братом Бозоном, надавши відповідно графства Авіньйону і Арлю. Також було виокремлено графство Апта. Доволі швидко брати подолали Грифона, графа Апта, який також претендував на графства.
Згодом зберігав союз з братом Бозоном. Висловлюється думка, що Вільгельм I був одружений з донькою Аймара I, сеньйора Бурбон. У нього, можливо, був син Аршамбо, який обрав духовний сан. Помер Вільгельм близько 965 року. Його володіння отримав брат Бозон.